# Macrogryphosaurus
Macrogryphosaurus is een geslacht van plantenetende ornithischische dinosauriërs behorend tot de groep van de Euornithopoda dat tijdens het Late Krijt leefde in het gebied van het huidige Patagonië.

## Vondst en naamgeving
In mei 1999 werd tijdens een expeditie van de Universidad Nacional del Comahue op de westoever van het Mari Menuco, een meer bij het plaatsje Loma del Lindero, in het gebied Rincón de los Sauces, in de provincie Neuquén van Argentinië, door Rafael Moyano een skelet gevonden van een euornithopode. 
De typesoort Macrogryphosaurus gondwanicus werd in 2008 benoemd en beschreven door Jorge Orlando Calvo, Juan Domingo Porfiri en Fernando Emilio Novas. De geslachtsnaam betekent "groot raadselachtig reptiel"; de soortaanduiding verwijst naar het supercontinent Gondwana waar Zuid-Amerika ooit deel van uitmaakte, zij het niet meer in de tijd waarin Macrogryphosaurus leefde.
Het fossiel, holotype MUCPv-321 is gevonden in een laag van de Portezueloformatie (Turonien-Coniacien, 89 miljoen jaar oud). Het bestaat uit een gedeeltelijk skelet waaronder een borstbeen, ribben, het bekken en een (behalve de staart) volledige wervelkolom met acht nekwervels, veertien ruggenwervels (het laagste aantal bij enige bekende euornithopode), zes sacrale wervels en zestien staartwervels. De schedel ontbreekt. Een bijzondere vondst was die van vier beenplaten die de borstkas beschermd of verstevigd moeten hebben; deze platen zijn zo'n twaalf centimeter in doorsnede, een tot drie millimeter dik en bevinden zich aan de binnenzijde van de ribben. De beschrijvers speculeren dat deze platen een functie gehad hebben bij de ademhaling. Het skelet lag in verband.

## Beschrijving
Macrogryphosaurus was  een kleine zes meter lang en daarmee de grootste euiganodontiër die in 2008 in Zuid-Amerika was gevonden; het individu is daarbij nog niet volgroeid.
De beschrijvers wisten enkele onderscheidende kenmerken vast te stellen. Het zijn autapomorfieën, unieke afgeleide eigenschappen. Het borstbeen is driestralig met drie uitsteeksels op de voorrand, waarvan twee zijdelings geplaatst en gericht en een kleiner uitsteeksel in het midden geplaatst en naar voren gericht. De sternale ribben, tussen borstbeen en borstkas, zijn afgeplat, om hun as gewrongen, en aan de zijde van de borstkas verbreed. De laatste ruggenwervel heeft een goed ontwikkelde hyposfeen, secundair gewrichtsuitsteeksel. Vóór ieder borstbeen ligt een dunne beenplaat.
Macrogryphosaurus verschilt van Talenkauen door een korter aanhangsel bij het darmbeen voor het schaambeen; een scherpere hoek tussen het voorblad van het darmbeen en dat aanhangsel; en een mindere diepte van het heupgewricht.
De nek is relatief kort. Het totale aantal halswervels moet tien hebben bedragen. De doornuitsteeksels worden geleidelijk hoger boven de achterste rug, een bolle lage kam vormend die naar achteren overgaat in een dalend profiel van de staart, welke in het midden net hoog is.
Van de vier beenplaten lagen er twee vóór de borstbeenderen en twee hoog in de borstkas. De beschrijvers namen aan dat dit niet hun natuurlijke positie was en dat ze na de dood in de thorax waren gegleden. De platen zijn min of meer rond en een tot drie millimeter dik. De platen beslaan de breedte van drie ribben.
Het achterblad van het darmbeen is afgeschuind met de onderste punt het verst uitstekend, maar niet erg hoog.

## Fylogenie
Calvo heeft een cladistische analyse uitgevoerd die als resultaat had dat Macrogryphosaurus nauw verwant was aan Talenkauen (die ook zulke beenplaten bezit) en heeft een klade Elasmaria benoemd die beide soorten omvat binnen de Euiguanodontia.